# Бретт Баффінґтон
Бретт Баффінґтон (англ. Brett Buffington; нар. 5 травня 1961) — колишній американський тенісист.
Найвищу одиночну позицію світового рейтингу — 731 місце досяг 19 грудня 1988, парну — 173 місце — 26 травня 1986 року.
Найвищим досягненням на турнірах Великого шолома було 3 коло в змішаному парному розряді.

## Титули на челленджерах

### Парний розряд: (1)
| Рік  | Турнір          | Покриття | Партнер    | Суперники                            | Рахунок       |
| ---- | --------------- | -------- | ---------- | ------------------------------------ | ------------- |
| 1987 | Паріолі, Італія | Ґрунт    | Марк Башам | Массімо Сієрро Алессандро де Мінічіс | 4–6, 6–2, 6–1 |